# Artur Gold
Artur Gold (ur. 17 marca 1897 w Warszawie, zm. 1943 w Treblince) – polski kompozytor, dyrygent i skrzypek pochodzenia żydowskiego, współtwórca popularnej w  dwudziestoleciu międzywojennym orkiestry tanecznej, ofiara Zagłady.

## Życiorys
Był synem Michała Golda, muzyka Opery Warszawskiej, i jego żony Heleny. Jego bratem był Henryk Gold.
Studiował w Londynie, gdzie również występował wraz z orkiestrami brytyjskimi. W 1924 roku nagrał płyty w studiu wytwórni Columbia Records w Hayes. Jego miejscem zamieszkania i działalności artystycznej stała się jednak Warszawa.
W 1922 roku wraz ze swym kuzynem Jerzym Petersburskim założył zespół jazzowy, który szybko zdobył sobie dużą popularność. Wspólnie prowadzili też orkiestry, które występowały w teatrzyku Qui Pro Quo (1922) oraz w lokalu Adria (1931–1939). W latach 30. współpracował z firmą fonograficzną Odeon, dla której nagrał kilka płyt.
W okresie międzywojennym skomponował wiele popularnych szlagierów, spośród których wymienić można m.in. fokstrot Gdy Petersburski razem z Goldem gra, tanga Jaśminy, Jesienne róże, Kwiaciarka z Barcelony i Nie odchodź ode mnie oraz  tango apaszowskie Pragnę twoją być. Był także autorem melodii do piosenek Czarne oczy, Opium, Przy kominku, Szkoda twoich łez, dziewczyno, Ta mała piła dziś. Skomponowana przezeń melodia piosenki Chodź na Pragę stała się hejnałem stołecznej dzielnicy Praga-Północ. Współpracował z największymi gwiazdami międzywojennej sceny muzycznej i kabaretowej. Wśród wykonawców skomponowanych przez niego utworów znajdowali się m.in. Eugeniusz Bodo, Tadeusz Faliszewski, Loda Halama, Stanisława Nowicka, Tadeusz Olsza, Zula Pogorzelska, Janusz Popławski i Stefan Witas.
Od 1940 roku przebywał w getcie warszawskim. Wraz ze swą orkiestrą dawał koncerty m.in. w kawiarni „Nowoczesna” przy ul. Nowolipki 10, w której występował również Władysław Szpilman.
Podczas akcji wysiedleńczej w styczniu 1943 roku został wywieziony przez Niemców do ośrodka zagłady w Treblince. Po przyjeździe do obozu został rozpoznany; w ostatniej chwili wyciągnięto go z tłumu pędzonego do komór gazowych. Zastępca komendanta Treblinki SS-Untersturmführer Kurt Franz polecił mu zorganizować orkiestrę spośród więźniów. Zespół ten występował przy różnych okazjach, m.in. na przyjęciach urządzanych przez członków więźniarskiej elity oraz podczas wieczornych apeli, w których trakcie przeprowadzano selekcję lub wykonywano kary chłosty i „gimnastyki”. Gold skomponował także melodię do piosenki zwanej hymnem Treblinki. Był lubiany przez esesmanów, którzy dopuszczali go wręcz do pewnej zażyłości. Z tego powodu, a także ze względu na jego uprzywilejowaną pozycję, wielu więźniów nie darzyło go sympatią. Niemniej Gold wykorzystywał swą pozycję, by wspomóc członków swojej orkiestry. Dzielił się z nimi dodatkowymi racjami żywności otrzymywanymi od Niemców oraz wynegocjował, by na czas prób byli zwolnieni od niewolniczej pracy.
Nie przeżył pobytu w Treblince. Został zamordowany w 1943 roku, w ostatnim okresie funkcjonowania obozu.

## Upamiętnienie
- Jego nazwisko znajduje się na tablicy informacyjnej na kamienicy Karola Bagieńskiego przy ul. Chmielnej 122, w której mieszkał[11].